# Alex Debón

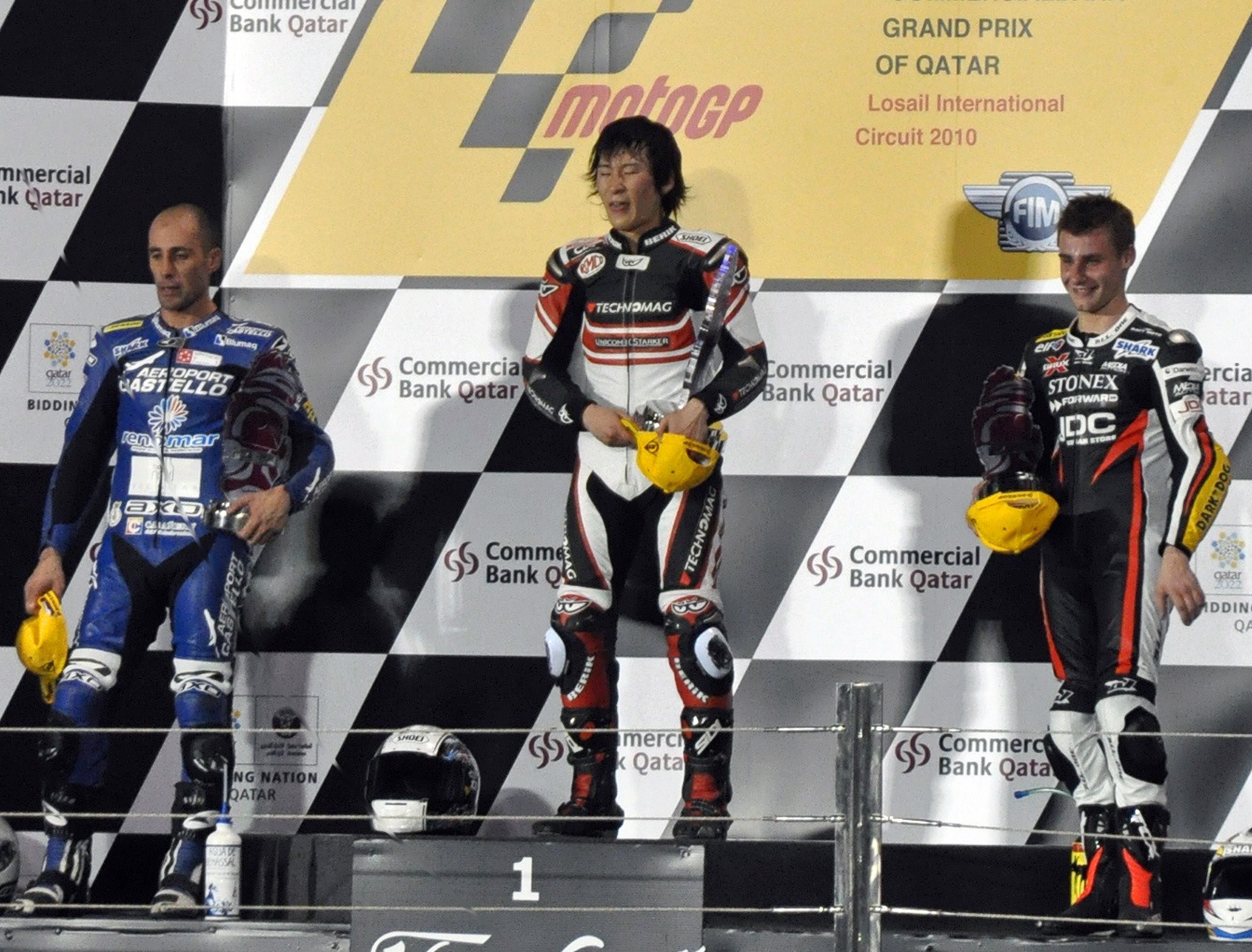
Alex Debón, till vänster, på prispallen vid Grand Prix Of Quatar år 2010.

Alex Debón, född den 1 mars 1976 i Vall d'Uixó i provinsen Castellón i regionen Valencia, är en spansk roadracingförare.

## Roadracingkarriär
Debóns första del av sin karriär var inte särskilt lyckad, då han aldrig kom bättre än elva i sammandraget. Han blev dock till 2006 testförare för Aprilias 250-utveckling och även teknisk direktör och en av de ledande personerna i mästarstallet Fortuna Aprilia. När Jorge Lorenzo lämnade stallet inför säsongen 2008 för MotoGP och Yamaha, överraskade stallet många genom att ge Debón platsen som förare. Han svarade genom att vinna det femte loppet för säsongen; Frankrikes deltävling. Säsongen 2009 fortsatte Debón att köra Aprilia, men utan större framgång. Det blev en pallplacering genom andraplatsen i Tysklands GP och en tiondeplats totalt. Roadracing-VM 2010 kör Debón den nya fyrtaktsklassen Moto2 för Team Aeroport de Castelló på en FTR.

## Statistik 250GP

### Segrar
| Nr | Grand Prix | År   |
| -- | ---------- | ---- |
| 1  | Frankrike  | 2008 |
| 2  | Tjeckien   | 2008 |

### Tredjeplatser
| Nr | Grand Prix | År   |
| -- | ---------- | ---- |
| 1  | Valencia   | 2007 |